# Jakob Liefer
Jakob Liefer (* 1571 in Lippehne, Neumark; † 1655) war ein deutscher evangelischer Theologe und Autor.

## Leben
Liefer wurde in Lippehne in der Neumark geboren. 1598 wurde er an der Universität Rostock immatrikuliert und studierte Evangelische Theologie. Nach dem Studium kurze Zeit in Friedland (Mecklenburg) tätig übernahm er 1603 die Pfarre in Blankenhagen. 1634 wechselte er an die Pfarre in Steinhagen (Vorpommern) und übernahm zudem ab 1637 das Pastorat in Voigdehagen bei Stralsund; die Kirche Voigdehagen war zu dieser Zeit die Mutterkirche (Mater) der drei Stralsunder Pfarrkirchen.
Liefer brachte 1639 im Exil in Stralsund sein Epos in lateinischer Sprache Bellum Sundense heraus, in dem er den Sundischen Krieg von 1316 beschreibt. Im Vorwort schreibt Liefer, dass das Epos als Vorwerk eines Werkes über die Belagerung Stralsunds durch Wallenstein im Jahr 1628 gedacht sei.
In Bellum Sundense beschreibt Liefers den Sieg der Stralsunder Verteidiger über eine Fürstenkoalition im 14. Jahrhundert, der mit einer erheblichen Machtausweitung der Stadt verbunden war. Er widmete das Epos dem Rat der Stadt Stralsund und deren Bürgern.

## Werke
- Prodromus Exhibens Bellum Sundense. Anno MCCCXVI. a partu Virgineo Terra marique gestum. Collectum Ex Saxonia Chrytaei & Chronico Pomeraniae manuscripto a Jacobo Liefero. Pastore Steinhagensi & Vogdehagensi. (2 vorhandene Ausgaben: Rostock 1639 und Stralsund 1715) - Digitalisat der Ausgabe von 1715 in der Digitalen Bibliothek Mecklenburg-Vorpommern